# Sigrun Fischer
Sigrun Fischer (* 1967 in Wilhelm-Pieck-Stadt Guben) ist eine deutsche Theaterschauspielerin.

## Leben und Wirken
1986 nahm sie ihr Schauspielstudium an der Hochschule für Schauspielkunst Ernst Busch Berlin auf, das sie im selben Jahrgang wie Claudia Geisler-Bading, Deborah Kaufmann, Thorsten Merten, Daniel Morgenroth und Jörg Witte absolvierte. Anschließend war sie von 1990 bis 1993 am Mecklenburgischen Staatstheater Schwerin engagiert. Seit 1993 gehört sie zum festen Ensemble des Staatstheaters Cottbus.
1999 wurde sie mit dem Max-Grünebaum-Preis für besondere künstlerische Leistungen ausgezeichnet.
Fischer arbeitete mit Regisseurinnen und Regisseuren wie Christoph Schroth, Annett Wöhlert, Rudolph Koloc, Alejandro Quintana, Rainer Flath, Friedo Solter, Malte Kreutzfeldt und Antonio Latella zusammen.

## Theater (Auswahl)
- 1988: Die geliebte Dornrose nach Andreas Gryphius, Regie: Peter Dehler, bat-Studiotheater[1]
- 1988: Berliner November von Holger Teschke, Regie: Alexander Stillmark, bat-Studiotheater[2]
- 1989: Die natürliche Tochter von Johann Wolfgang von Goethe, Regie: Hans-Georg Simmgen, bat-Studiotheater[3]
- 1990: Der süße Duft kommt nicht von Rosen, genannt Leichenoper von Daniel Morgenroth, Regie: Peter Dehler, Kammerspiele des Deutschen Theaters[4]
- 1992: Der Menschenfeind von Molière, Regie: Michael Jurgons, Mecklenburgisches Staatstheater Schwerin[5]
- 2007: Cabaret von Joe Masteroff und John Kander, Staatstheater Cottbus[6]
- 2013: Der Kirschgarten von Anton Tschechow, Regie: Peter Kupke, Staatstheater Cottbus[7]
- 2016: Unschuld von Dea Loher, Regie: Wulf Twiehaus, Staatstheater Cottbus[8]
- 2017: Onkel Wanja von Anton Tschechow, Regie: Jo Fabian, Staatstheater Cottbus[9]
- 2018: Emilia Galotti von Gotthold Ephraim Lessing, Regie: Jan Jochymskl, Staatstheater Cottbus[10]
- 2018: Der aufhaltsame Aufstieg des Arturo Ui von Bertolt Brecht, Regie: Malte Kreutzfeldt, Staatstheater Cottbus[11]
- 2022: Der Biberpelz von Gerhart Hauptmann, Regie: Armin Petras, Staatstheater Cottbus[12]
- 2022: Romeo und Julia von William Shakespeare, Regie: Philipp Rosendahl, Staatstheater Cottbus[13]
- 2022: Raumfahrer von Lukas Rietzschel, Regie: Paula Thielecke, Staatstheater Cottbus[14][15]
- 2023: Der große Gatsby von F. Scott Fitzgerald, Regie: Philipp Rosendahl, Staatstheater Cottbus[16]
- 2023: Kairos von Jenny Erpenbeck, Regie: Fania Sorel, Staatstheater Cottbus[17]
- 2023: Die Räuber von Friedrich Schiller, Regie: Pia Richter, Staatstheater Cottbus[18]
- 2024: Ronja Räubertochter von Astrid Lindgren, Regie: Jule Kracht, Staatstheater Cottbus[19]
- 2024: Krabat – Eine sorbische Erzählung, Regie: Wolfgang Michalek, Staatstheater Cottbus[20]
- 2024: Verblendet von Dave Davidson, Regie: Philipp Rosendahl, Staatstheater Cottbus[21]
- 2024: Pension Schöller von Wilhelm Jacoby und Carl Laufs, Regie: Max Simonischek, Staatstheater Cottbus[22]
- 2025: Hamlet von William Shakespeare, Regie: Armin Petras, Staatstheater Cottbus[23]

## Hörspiele (Auswahl)
- 2007: Iain Levison: Betriebsbedingt gekündigt (Sheila) – Bearbeitung und Regie: Steffen Moratz (Hörspielbearbeitung, Kriminalhörspiel – MDR)[24]
- 2010: Iain Levison: Tiburn (Angelique Davenport) – Regie: Heike Tauch (Hörspielbearbeitung – MDR)[25]

## Auszeichnungen
- 1999: Max-Grünebaum-Preis für besondere künstlerische Leistungen[26]